# Fetscherstraße 33–37

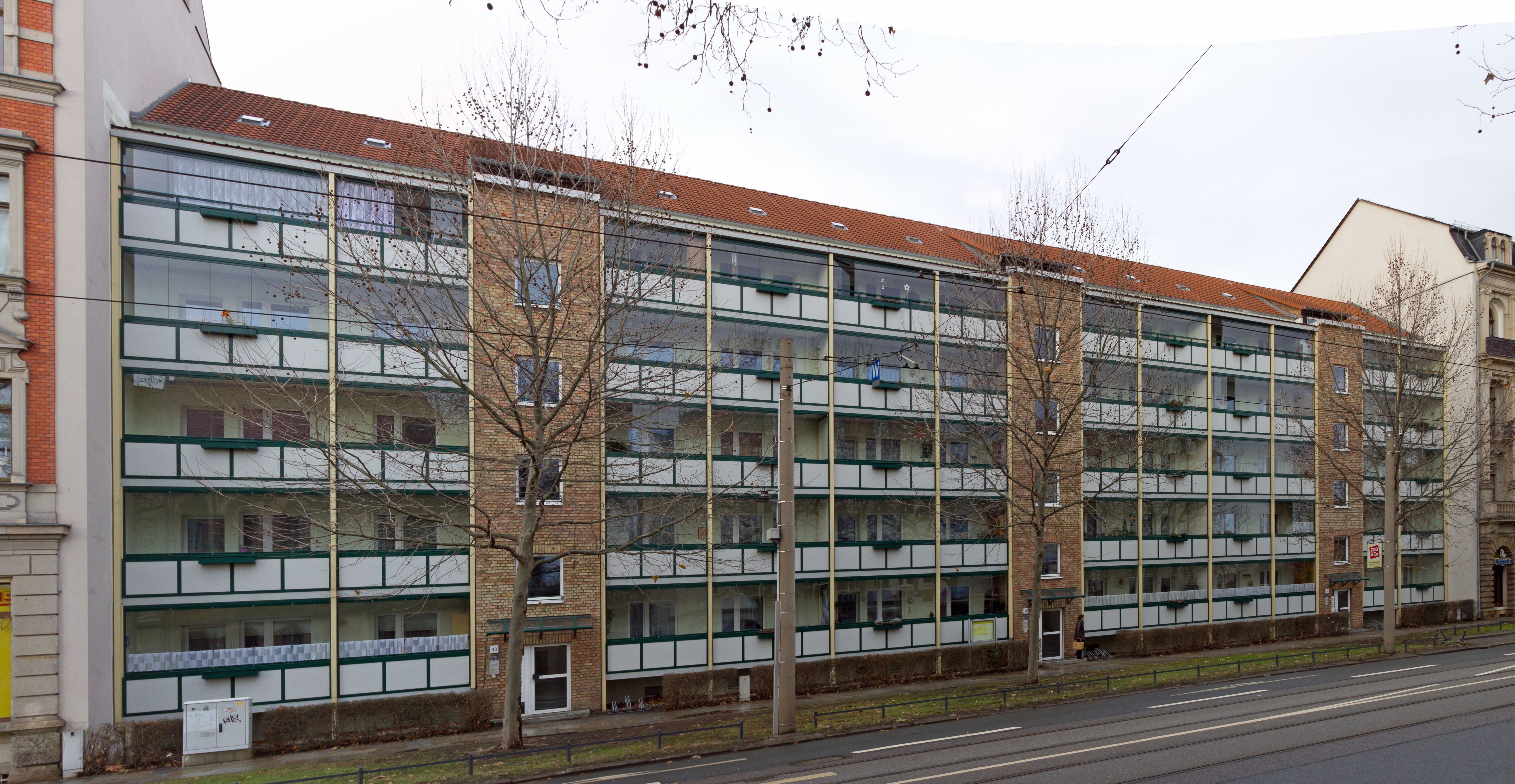
Wohngebäude Fetscherstraße 33–37 nach Sanierungsarbeiten

Das Wohngebäude Fetscherstraße 33–37 befindet sich in Dresden. Es zeichnet sich durch seine „laubenartig wirkende[n] Balkone“ zwischen den Treppenhaustürmen aus.

## Beschreibung
Die Wohnbauten wurden von 1958 bis 1960 nach Entwürfen des Architekten Wolfram Starke erbaut. Mit der „Lückenschließung Fetscherstr. 33–37“ wurde eine bei den Luftangriffen auf Dresden zerstörte Wohnbebauung aus der Jahrhundertwende neu aufgebaut. Es handelt sich um eine fünfgeschossige Wohnzeile, die über 30 Wohnungen verfügt. Das Gebäude wurde in traditioneller Bauweise mit Ziegeldach erbaut. Zur Straßenseite hin sind „laubenartig wirkende“ Balkone zu sehen, die zwischen „hervorgezogenen Treppenhäusern in Ziegelmauerwerk“ eingerichtet worden sind. Die Brüstungen der Balkone bestanden aus „gestäbtem Holz“. Das Wohngebäude wurde inzwischen modernisiert. Dabei wurde die Holzbrüstung durch eine Metallverkleidung ersetzt. Die Balkone wurden verglast.